# Інгрід Рюйтель
І́нгрід Рю́йтель (ест. Ingrid Rüütel; нар. 3 листопада 1935) — етномузикологиня, фольклористка, доктор гуманітарних наук. Дружина екс-президента Естонії Арнольда Рюйтеля.

## Біографічні відомості
Народилася в родині службовців. Закінчила Тартуський державний університет (1959), аспірантуру Інституту мови та літератури АН Естонії (1967).
У 1959—1977 — науковий співробітник відділу фольклору, вчений секретар, зав. сектором народної музики Літературного музею АН ЕРСР (м. Тарту); 1977—1990 — старший науковий співробітник, зав. відділом фольклористики Інституту естонської мови АН Естонії (Таллінн).

## Наукова діяльність
Автор близько 200 наукових робіт: «Музика в обрядах і трудовій діяльності фіно—угрів» (Таллінн, 1982); «Музика в весільних обрядах фіно—угрів та сусідніх народів» (1986).
У своїх дослідженнях Рюйтель підкреслювала естонсько-мордовські паралелі, наголошуючи на спорідненості сетуського та мордовського багатоголосся.
Під керівництвом Рюйтель зібрана велика кількість творів мордовського фольклору. Також вона зробила великий внесок у підготовку наукових кадрів ерзян.

## Праці
- Исторические пласты эстонской народной песни в контексте этнической истории.— Таллинн, 1994
- Eesti uuemad laulumängud 1—2 Таллинн, 1980; 1983